# Grand Prix de Voleibol de 2010
O Grand Prix de Voleibol de 2010 foi a 18ª edição do torneio anual de voleibol feminino organizado pela Federação Internacional de Voleibol (FIVB).
Disputada por doze seleções em duas fases, foi realizado entre os dias 6 e 29 de agosto. A fase final foi realizada em Ningbo, na China, com as cinco equipes melhores classificadas na fase preliminar mais o país-sede.
Os Estados Unidos conquistaram o título pela terceira vez na história (a última havia sido em 2001), com uma campanha sem derrotas na fase final. Campeã nas duas últimas edições, o Brasil ficou com o vice-campeonato e a Itália finalizou em terceiro lugar, mesma posição em quatro das últimas cinco edições do Grand Prix.

## Equipes participantes
Doze vagas foram distribuídas para o torneio. O Campeonato Europeu disputado entre 24 de setembro e 4 de outubro de 2009, na Polônia, definiu as quatro equipes classificadas daquele continente. As quatro equipes americanas classificaram-se através da Copa Pan-Americana disputada em Miami, nos Estados Unidos, entre 24 de junho e 5 de julho de 2009. A Ásia definiu seus classificados na Copa da Ásia disputada em setembro de 2009 em Hanoi, no Vietnã.
| Europa (CEV)                                  | América (NORCECA/CSV)                                         | Ásia (AVC)                                 |
| --------------------------------------------- | ------------------------------------------------------------- | ------------------------------------------ |
| Itália · Alemanha · Países Baixos · Polônia · | Brasil · República Dominicana · Porto Rico · Estados Unidos · | Tailândia · Taipé Chinês · China · Japão · |

Devido a problemas financeiros, a Coreia do Sul que obteve uma das vagas da Ásia, teve que desistir da competição e a vaga foi repassada ao Taipé Chinês (Taiwan).

## Calendário
| Data                               | Local/Equipes                                                      | Local/Equipes                                                          | Local/Equipes                                                     |
| ---------------------------------- | ------------------------------------------------------------------ | ---------------------------------------------------------------------- | ----------------------------------------------------------------- |
| Primeira semana: 6–8 de agosto     | Grupo A · São Carlos Brasil · Itália · Japão · Taipé Chinês        | Grupo B · Gdynia Polônia · Alemanha · Estados Unidos · Rep. Dominicana | Grupo C · Chengdu China · Países Baixos · Tailândia · Porto Rico  |
| Segunda semana: 13–15 de agosto    | Grupo D · Bangkok Tailândia · Itália · Estados Unidos · Porto Rico | Grupo E · Macau China · Brasil · Países Baixos · Rep. Dominicana       | Grupo F · Okayama Japão · Polônia · Alemanha · Taipé Chinês       |
| Terceira semana: 20–22 de agosto   | Grupo G · Hong Kong China · Estados Unidos · Alemanha · Tailândia  | Grupo H · Taipei Taipé Chinês · Brasil · Polônia · Porto Rico          | Grupo I · Tóquio Japão · Itália · Países Baixos · Rep. Dominicana |
| Fase final: 25–29 de agosto Ningbo |                                                                    |                                                                        |                                                                   |

## Primeira fase
Na primeira fase as doze equipes disputaram nove partidas em três semanas divididas em grupos de quatro equipes cada. As cinco equipes mais bem colocadas na classificação geral garantiram-se na fase final. A China tinha vaga garantida na fase final por sediar o evento, totalizando seis equipes classificadas.

### Grupo A (São Carlos)
|     |              |     | Jogos | Jogos | Jogos | Pontos | Pontos | Pontos | Sets | Sets | Sets  |
| Pos | Equipe       | Pts | T     | V     | D     | V      | P      | R      | V    | P    | R     |
| --- | ------------ | --- | ----- | ----- | ----- | ------ | ------ | ------ | ---- | ---- | ----- |
| 1   | Brasil       | 6   | 3     | 2     | 1     | 237    | 198    | 1.197  | 7    | 3    | 2.333 |
| 2   | Japão        | 6   | 3     | 2     | 1     | 241    | 213    | 1.131  | 6    | 4    | 1.500 |
| 3   | Itália       | 6   | 3     | 2     | 1     | 258    | 248    | 1.040  | 7    | 4    | 1.750 |
| 4   | Taipé Chinês | 0   | 3     | 0     | 3     | 148    | 225    | 0.658  | 0    | 9    | 0,000 |

| 6 de agosto 9:30 (UTC-3) Relatório | Brasil | 3 – 0                         | Taipé Chinês | Ginásio Milton Olaio Filho, São Carlos Público: 4.000 Árbitro(s): POL Hojka e CUB Hernández |
| 6 de agosto 9:30 (UTC-3) Relatório | 25 -   | Set 1 Set 2 Set 3 Set 4 Set 5 | 15 19 12 -   | Ginásio Milton Olaio Filho, São Carlos Público: 4.000 Árbitro(s): POL Hojka e CUB Hernández |

| 6 de agosto 13:10 (UTC-3) Relatório | Itália        | 1 – 3                         | Japão      | Ginásio Milton Olaio Filho, São Carlos Público: 1.500 Árbitro(s): CAN Ilkiw e BRA Grass |
| 6 de agosto 13:10 (UTC-3) Relatório | 28 29 20 13 - | Set 1 Set 2 Set 3 Set 4 Set 5 | 30 27 25 - | Ginásio Milton Olaio Filho, São Carlos Público: 1.500 Árbitro(s): CAN Ilkiw e BRA Grass |

| 7 de agosto 10:10 (UTC-3) Relatório | Brasil | 3 – 0                         | Japão      | Ginásio Milton Olaio Filho, São Carlos Público: 8.177 Árbitro(s): CUB Hernández e POL Hojka |
| 7 de agosto 10:10 (UTC-3) Relatório | 25 -   | Set 1 Set 2 Set 3 Set 4 Set 5 | 20 19 20 - | Ginásio Milton Olaio Filho, São Carlos Público: 8.177 Árbitro(s): CUB Hernández e POL Hojka |

| 7 de agosto 13:11 (UTC-3) Relatório | Taipé Chinês | 0 – 3                         | Itália | Ginásio Milton Olaio Filho, São Carlos Público: 1.187 Árbitro(s): USA Rolf e CAN Ilkiw |
| 7 de agosto 13:11 (UTC-3) Relatório | 15 20 19 -   | Set 1 Set 2 Set 3 Set 4 Set 5 | 25 -   | Ginásio Milton Olaio Filho, São Carlos Público: 1.187 Árbitro(s): USA Rolf e CAN Ilkiw |

| 8 de agosto 9:30 (UTC-3) Relatório | Brasil        | 1 – 3                         | Itália     | Ginásio Milton Olaio Filho, São Carlos Público: 8.198 Árbitro(s): CAN Ilkiw e CUB Hernández |
| 8 de agosto 9:30 (UTC-3) Relatório | 22 21 25 19 - | Set 1 Set 2 Set 3 Set 4 Set 5 | 25 18 25 - | Ginásio Milton Olaio Filho, São Carlos Público: 8.198 Árbitro(s): CAN Ilkiw e CUB Hernández |

| 8 de agosto 13:10 (UTC-3) Relatório | Japão | 3 – 0                         | Taipé Chinês | Ginásio Milton Olaio Filho, São Carlos Público: 975 Árbitro(s): POL Hojka e USA Rolf |
| 8 de agosto 13:10 (UTC-3) Relatório | 25 -  | Set 1 Set 2 Set 3 Set 4 Set 5 | 16 -         | Ginásio Milton Olaio Filho, São Carlos Público: 975 Árbitro(s): POL Hojka e USA Rolf |

### Grupo B (Gdynia)
|     |                      |     | Jogos | Jogos | Jogos | Pontos | Pontos | Pontos | Sets | Sets | Sets  |
| Pos | Equipe               | Pts | T     | V     | D     | V      | P      | R      | V    | P    | R     |
| --- | -------------------- | --- | ----- | ----- | ----- | ------ | ------ | ------ | ---- | ---- | ----- |
| 1   | Polônia              | 9   | 3     | 3     | 0     | 259    | 233    | 1.112  | 9    | 2    | 4.500 |
| 2   | Alemanha             | 4   | 3     | 1     | 2     | 295    | 298    | 0.990  | 6    | 7    | 0.857 |
| 3   | Estados Unidos       | 3   | 3     | 1     | 2     | 282    | 265    | 1.064  | 5    | 7    | 0.714 |
| 4   | República Dominicana | 2   | 3     | 1     | 2     | 248    | 288    | 0.861  | 4    | 8    | 0.500 |

| 6 de agosto 17:00 (UTC+1) Relatório | República Dominicana | 1 – 3                         | Estados Unidos | Gdynia Competition Hall, Gdynia Público: 3.000 Árbitro(s): ITA Sobrero e ROU Niculescu |
| 6 de agosto 17:00 (UTC+1) Relatório | 24 25 14 19 -        | Set 1 Set 2 Set 3 Set 4 Set 5 | 26 22 25 -     | Gdynia Competition Hall, Gdynia Público: 3.000 Árbitro(s): ITA Sobrero e ROU Niculescu |

| 6 de agosto 20:10 (UTC+1) Relatório | Polônia       | 3 – 1                         | Alemanha      | Gdynia Competition Hall, Gdynia Público: 5.000 Árbitro(s): CZE Zahorcova e ISR Nijim |
| 6 de agosto 20:10 (UTC+1) Relatório | 25 16 25 26 - | Set 1 Set 2 Set 3 Set 4 Set 5 | 18 25 22 24 - | Gdynia Competition Hall, Gdynia Público: 5.000 Árbitro(s): CZE Zahorcova e ISR Nijim |

| 7 de agosto 16:25 (UTC+1) Relatório | Polônia | 3 – 0                         | República Dominicana | Gdynia Competition Hall, Gdynia Público: 4.800 Árbitro(s): ROU Niculescu e CZE Zahorcova |
| 7 de agosto 16:25 (UTC+1) Relatório | 25 -    | Set 1 Set 2 Set 3 Set 4 Set 5 | 23 16 14 -           | Gdynia Competition Hall, Gdynia Público: 4.800 Árbitro(s): ROU Niculescu e CZE Zahorcova |

| 7 de agosto 19:25 (UTC+1) Relatório | Estados Unidos | 1 – 3                         | Alemanha   | Gdynia Competition Hall, Gdynia Público: 1.100 Árbitro(s): ISR Nijim e ITA Sobrero |
| 7 de agosto 19:25 (UTC+1) Relatório | 23 22 25 23 -  | Set 1 Set 2 Set 3 Set 4 Set 5 | 25 16 25 - | Gdynia Competition Hall, Gdynia Público: 1.100 Árbitro(s): ISR Nijim e ITA Sobrero |

| 8 de agosto 16:25 (UTC+1) Relatório | Polônia    | 3 – 1                         | Estados Unidos | Gdynia Competition Hall, Gdynia Público: 5.000 Árbitro(s): ITA Sobrero e ROU Niculescu |
| 8 de agosto 16:25 (UTC+1) Relatório | 16 26 25 - | Set 1 Set 2 Set 3 Set 4 Set 5 | 25 24 19 23 -  | Gdynia Competition Hall, Gdynia Público: 5.000 Árbitro(s): ITA Sobrero e ROU Niculescu |

| 8 de agosto 19:25 (UTC+1) Relatório | Alemanha       | 2 – 3                         | República Dominicana | Gdynia Competition Hall, Gdynia Público: 1.000 Árbitro(s): CZE Zahorcova e ISR Nijim |
| 8 de agosto 19:25 (UTC+1) Relatório | 19 25 29 25 17 | Set 1 Set 2 Set 3 Set 4 Set 5 | 25 22 31 16 19       | Gdynia Competition Hall, Gdynia Público: 1.000 Árbitro(s): CZE Zahorcova e ISR Nijim |

### Grupo C (Chengdu)
|     |               |     | Jogos | Jogos | Jogos | Pontos | Pontos | Pontos | Sets | Sets | Sets  |
| Pos | Equipe        | Pts | T     | V     | D     | V      | P      | R      | V    | P    | R     |
| --- | ------------- | --- | ----- | ----- | ----- | ------ | ------ | ------ | ---- | ---- | ----- |
| 1   | China         | 9   | 3     | 3     | 0     | 244    | 195    | 1.251  | 9    | 1    | 9,000 |
| 2   | Países Baixos | 6   | 3     | 2     | 1     | 231    | 203    | 1.138  | 7    | 3    | 2.333 |
| 3   | Porto Rico    | 3   | 3     | 1     | 2     | 177    | 216    | 0.819  | 3    | 6    | 0.500 |
| 4   | Tailândia     | 0   | 3     | 0     | 3     | 187    | 225    | 0.831  | 0    | 9    | 0,000 |

| 6 de agosto 16:10 (UTC+8) Relatório | Países Baixos | 3 – 0                         | Tailândia | Sichuan Provincial Sports Bureau, Chengdu Público: 2.000 Árbitro(s): JPN Otsuka e CHN Su |
| 6 de agosto 16:10 (UTC+8) Relatório | 25 -          | Set 1 Set 2 Set 3 Set 4 Set 5 | 22 23 -   | Sichuan Provincial Sports Bureau, Chengdu Público: 2.000 Árbitro(s): JPN Otsuka e CHN Su |

| 6 de agosto 19:40 (UTC+8) Relatório | China | 3 – 0                         | Porto Rico | Sichuan Provincial Sports Bureau, Chengdu Público: 4.500 Árbitro(s): GER Kraft e QAT Mahmoud |
| 6 de agosto 19:40 (UTC+8) Relatório | 25 -  | Set 1 Set 2 Set 3 Set 4 Set 5 | 20 18 22 - | Sichuan Provincial Sports Bureau, Chengdu Público: 4.500 Árbitro(s): GER Kraft e QAT Mahmoud |

| 7 de agosto 16:10 (UTC+8) Relatório | Porto Rico | 0 – 3                         | Países Baixos | Sichuan Provincial Sports Bureau, Chengdu Público: 2.000 Árbitro(s): CHN Su e GER Kraft |
| 7 de agosto 16:10 (UTC+8) Relatório | 9 12 21 -  | Set 1 Set 2 Set 3 Set 4 Set 5 | 25 -          | Sichuan Provincial Sports Bureau, Chengdu Público: 2.000 Árbitro(s): CHN Su e GER Kraft |

| 7 de agosto 19:40 (UTC+8) Relatório | Tailândia | 0 – 3                         | China | Sichuan Provincial Sports Bureau, Chengdu Público: 4.800 Árbitro(s): QAT Mahmoud e JPN Otsuka |
| 7 de agosto 19:40 (UTC+8) Relatório | 16 22 -   | Set 1 Set 2 Set 3 Set 4 Set 5 | 25 -  | Sichuan Provincial Sports Bureau, Chengdu Público: 4.800 Árbitro(s): QAT Mahmoud e JPN Otsuka |

| 8 de agosto 16:10 (UTC+8) Relatório | China   | 3 – 1                         | Países Baixos | Sichuan Provincial Sports Bureau, Chengdu Público: 5.000 Árbitro(s): JPN Otsuka e QAT Mahmoud |
| 8 de agosto 16:10 (UTC+8) Relatório | 19 25 - | Set 1 Set 2 Set 3 Set 4 Set 5 | 25 20 15 21 - | Sichuan Provincial Sports Bureau, Chengdu Público: 5.000 Árbitro(s): JPN Otsuka e QAT Mahmoud |

| 8 de agosto 19:40 (UTC+8) Relatório | Tailândia  | 0 – 3                         | Porto Rico | Sichuan Provincial Sports Bureau, Chengdu Público: 2.800 Árbitro(s): GER Kraft e CHN Su |
| 8 de agosto 19:40 (UTC+8) Relatório | 22 23 21 - | Set 1 Set 2 Set 3 Set 4 Set 5 | 25 -       | Sichuan Provincial Sports Bureau, Chengdu Público: 2.800 Árbitro(s): GER Kraft e CHN Su |

### Grupo D (Bangkok)
|     |                |     | Jogos | Jogos | Jogos | Pontos | Pontos | Pontos | Sets | Sets | Sets  |
| Pos | Equipe         | Pts | T     | V     | D     | V      | P      | R      | V    | P    | R     |
| --- | -------------- | --- | ----- | ----- | ----- | ------ | ------ | ------ | ---- | ---- | ----- |
| 1   | Estados Unidos | 9   | 3     | 3     | 0     | 273    | 216    | 1.264  | 9    | 2    | 4.500 |
| 2   | Itália         | 6   | 3     | 2     | 1     | 261    | 238    | 1.097  | 7    | 4    | 1.750 |
| 3   | Tailândia      | 3   | 3     | 1     | 2     | 239    | 255    | 0.937  | 4    | 7    | 0.571 |
| 4   | Porto Rico     | 0   | 3     | 0     | 3     | 205    | 269    | 0.762  | 2    | 9    | 0.222 |

| 13 de agosto 15:10 (UTC+7) Relatório | Estados Unidos | 3 – 1                         | Itália        | Keelawes 2, Bangkok Público: 3.100 Árbitro(s): ESP Rodríguez e GER Kraft |
| 13 de agosto 15:10 (UTC+7) Relatório | 26 25 -        | Set 1 Set 2 Set 3 Set 4 Set 5 | 28 24 23 15 - | Keelawes 2, Bangkok Público: 3.100 Árbitro(s): ESP Rodríguez e GER Kraft |

| 13 de agosto 17:40 (UTC+7) Relatório | Tailândia | 3 – 1                         | Porto Rico    | Keelawes 2, Bangkok Público: 4.200 Árbitro(s): TUN Boudaya e TPE Cheng |
| 13 de agosto 17:40 (UTC+7) Relatório | 23 25 -   | Set 1 Set 2 Set 3 Set 4 Set 5 | 25 17 23 19 - | Keelawes 2, Bangkok Público: 4.200 Árbitro(s): TUN Boudaya e TPE Cheng |

| 14 de agosto 15:10 (UTC+7) Relatório | Porto Rico | 0 – 3                         | Itália | Keelawes 2, Bangkok Público: 3.300 Árbitro(s): TPE Cheng e TUN Boudaya |
| 14 de agosto 15:10 (UTC+7) Relatório | 12 17 18 - | Set 1 Set 2 Set 3 Set 4 Set 5 | 25 -   | Keelawes 2, Bangkok Público: 3.300 Árbitro(s): TPE Cheng e TUN Boudaya |

| 14 de agosto 17:40 (UTC+7) Relatório | Estados Unidos | 3 – 0                         | Tailândia  | Keelawes 2, Bangkok Público: 5.400 Árbitro(s): GER Kraft e ESP Rodríguez |
| 14 de agosto 17:40 (UTC+7) Relatório | 25 -           | Set 1 Set 2 Set 3 Set 4 Set 5 | 18 21 13 - | Keelawes 2, Bangkok Público: 5.400 Árbitro(s): GER Kraft e ESP Rodríguez |

| 15 de agosto 15:10 (UTC+7) Relatório | Porto Rico    | 1 – 3                         | Estados Unidos | Keelawes 2, Bangkok Público: 3.200 Árbitro(s): TUN Boudaya e GER Kraft |
| 15 de agosto 15:10 (UTC+7) Relatório | 25 22 12 15 - | Set 1 Set 2 Set 3 Set 4 Set 5 | 21 25 -        | Keelawes 2, Bangkok Público: 3.200 Árbitro(s): TUN Boudaya e GER Kraft |

| 15 de agosto 17:40 (UTC+7) Relatório | Itália  | 3 – 1                         | Tailândia     | Keelawes 2, Bangkok Público: 4.800 Árbitro(s): ESP Rodríguez e TPE Cheng |
| 15 de agosto 17:40 (UTC+7) Relatório | 21 25 - | Set 1 Set 2 Set 3 Set 4 Set 5 | 25 23 21 20 - | Keelawes 2, Bangkok Público: 4.800 Árbitro(s): ESP Rodríguez e TPE Cheng |

### Grupo E (Macau)
|     |                      |     | Jogos | Jogos | Jogos | Pontos | Pontos | Pontos | Sets | Sets | Sets  |
| Pos | Equipe               | Pts | T     | V     | D     | V      | P      | R      | V    | P    | R     |
| --- | -------------------- | --- | ----- | ----- | ----- | ------ | ------ | ------ | ---- | ---- | ----- |
| 1   | Brasil               | 9   | 3     | 3     | 0     | 247    | 181    | 1.365  | 9    | 1    | 9,000 |
| 2   | China                | 4   | 3     | 1     | 2     | 226    | 232    | 0.974  | 5    | 6    | 0.833 |
| 3   | República Dominicana | 3   | 3     | 1     | 2     | 252    | 281    | 0.897  | 5    | 8    | 0.625 |
| 4   | Países Baixos        | 2   | 3     | 1     | 2     | 241    | 272    | 0.886  | 4    | 8    | 0.500 |

| 13 de agosto 17:40 (UTC+8) Relatório | Brasil | 3 – 0                         | República Dominicana | Forum de Macau, Macau Público: 2.100 Árbitro(s): KUW Al Muai e MAC Leong |
| 13 de agosto 17:40 (UTC+8) Relatório | 25 -   | Set 1 Set 2 Set 3 Set 4 Set 5 | 14 18 14 -           | Forum de Macau, Macau Público: 2.100 Árbitro(s): KUW Al Muai e MAC Leong |

| 13 de agosto 21:10 (UTC+8) Relatório | China | 3 – 0                         | Países Baixos | Forum de Macau, Macau Público: 4.400 Árbitro(s): THA Jirakakul e KOR Jun |
| 13 de agosto 21:10 (UTC+8) Relatório | 25 -  | Set 1 Set 2 Set 3 Set 4 Set 5 | 16 19 16 -    | Forum de Macau, Macau Público: 4.400 Árbitro(s): THA Jirakakul e KOR Jun |

| 14 de agosto 14:10 (UTC+8) Relatório | Brasil        | 3 – 1                         | Países Baixos | Forum de Macau, Macau Público: 3.900 Árbitro(s): KUW Al Muai e THA Jirakakul |
| 14 de agosto 14:10 (UTC+8) Relatório | 25 21 25 26 - | Set 1 Set 2 Set 3 Set 4 Set 5 | 21 25 15 24 - | Forum de Macau, Macau Público: 3.900 Árbitro(s): KUW Al Muai e THA Jirakakul |

| 14 de agosto 16:40 (UTC+8) Relatório | China      | 2 – 3                         | República Dominicana | Forum de Macau, Macau Público: 4.060 Árbitro(s): MAC Leong e KOR Jun |
| 14 de agosto 16:40 (UTC+8) Relatório | 20 25 22 9 | Set 1 Set 2 Set 3 Set 4 Set 5 | 25 20 21 25 15       | Forum de Macau, Macau Público: 4.060 Árbitro(s): MAC Leong e KOR Jun |

| 16 de agosto 14:40 (UTC+8) Relatório | Países Baixos | 3 – 2                         | República Dominicana | Forum de Macau, Macau Público: 3.000 Árbitro(s): KOR Jun e MAC Leong |
| 16 de agosto 14:40 (UTC+8) Relatório | 25 17 23 15   | Set 1 Set 2 Set 3 Set 4 Set 5 | 23 20 25 7           | Forum de Macau, Macau Público: 3.000 Árbitro(s): KOR Jun e MAC Leong |

| 16 de agosto 17:30 (UTC+8) Relatório | China   | 0 – 3                         | Brasil | Forum de Macau, Macau Público: 4.350 Árbitro(s): THA Jirakakul e KUW Al Muai |
| 16 de agosto 17:30 (UTC+8) Relatório | 12 19 - | Set 1 Set 2 Set 3 Set 4 Set 5 | 25 -   | Forum de Macau, Macau Público: 4.350 Árbitro(s): THA Jirakakul e KUW Al Muai |

### Grupo F (Okayama)
|     |              |     | Jogos | Jogos | Jogos | Pontos | Pontos | Pontos | Sets | Sets | Sets  |
| Pos | Equipe       | Pts | T     | V     | D     | V      | P      | R      | V    | P    | R     |
| --- | ------------ | --- | ----- | ----- | ----- | ------ | ------ | ------ | ---- | ---- | ----- |
| 1   | Japão        | 9   | 3     | 3     | 0     | 273    | 209    | 1.306  | 9    | 2    | 4.500 |
| 2   | Polônia      | 6   | 3     | 2     | 1     | 260    | 241    | 1.079  | 7    | 4    | 1.750 |
| 3   | Alemanha     | 3   | 3     | 1     | 2     | 248    | 257    | 0.965  | 5    | 6    | 0.833 |
| 4   | Taipé Chinês | 0   | 3     | 0     | 3     | 154    | 228    | 0.675  | 0    | 9    | 0,000 |

| 13 de agosto 15:10 (UTC+9) Relatório | Taipé Chinês | 0 – 3                         | Polônia | Okayama Momotaro Arena, Okayama Público: 3.000 Árbitro(s): ITA Sobrero e CZE Zahorcova |
| 13 de agosto 15:10 (UTC+9) Relatório | 16 19 15 -   | Set 1 Set 2 Set 3 Set 4 Set 5 | 25 -    | Okayama Momotaro Arena, Okayama Público: 3.000 Árbitro(s): ITA Sobrero e CZE Zahorcova |

| 13 de agosto 18:10 (UTC+9) Relatório | Japão   | 3 – 1                         | Alemanha      | Okayama Momotaro Arena, Okayama Público: 4.500 Árbitro(s): EGY Hafez e VIE Nguyen |
| 13 de agosto 18:10 (UTC+9) Relatório | 26 25 - | Set 1 Set 2 Set 3 Set 4 Set 5 | 28 17 20 11 - | Okayama Momotaro Arena, Okayama Público: 4.500 Árbitro(s): EGY Hafez e VIE Nguyen |

| 14 de agosto 14:10 (UTC+9) Relatório | Alemanha | 3 – 0                         | Taipé Chinês | Okayama Momotaro Arena, Okayama Público: 4.100 Árbitro(s): VIE Nguyen e ITA Sobrero |
| 14 de agosto 14:10 (UTC+9) Relatório | 25 -     | Set 1 Set 2 Set 3 Set 4 Set 5 | 19 14 19 -   | Okayama Momotaro Arena, Okayama Público: 4.100 Árbitro(s): VIE Nguyen e ITA Sobrero |

| 14 de agosto 17:10 (UTC+9) Relatório | Japão      | 3 – 1                         | Polônia       | Okayama Momotaro Arena, Okayama Público: 5.000 Árbitro(s): CZE Zahorcova e EGY Hafez |
| 14 de agosto 17:10 (UTC+9) Relatório | 25 19 25 - | Set 1 Set 2 Set 3 Set 4 Set 5 | 19 21 25 16 - | Okayama Momotaro Arena, Okayama Público: 5.000 Árbitro(s): CZE Zahorcova e EGY Hafez |

| 15 de agosto 14:10 (UTC+9) Relatório | Alemanha   | 1 – 3                         | Polônia    | Okayama Momotaro Arena, Okayama Público: 3.000 Árbitro(s): EGY Hafez e VIE Nguyen |
| 15 de agosto 14:10 (UTC+9) Relatório | 23 31 20 - | Set 1 Set 2 Set 3 Set 4 Set 5 | 25 29 25 - | Okayama Momotaro Arena, Okayama Público: 3.000 Árbitro(s): EGY Hafez e VIE Nguyen |

| 15 de agosto 17:10 (UTC+9) Relatório | Japão   | 3 – 0                         | Taipé Chinês | Okayama Momotaro Arena, Okayama Público: 4.500 Árbitro(s): ITA Sobrero e CZE Zahorcova |
| 15 de agosto 17:10 (UTC+9) Relatório | 28 25 - | Set 1 Set 2 Set 3 Set 4 Set 5 | 26 15 11 -   | Okayama Momotaro Arena, Okayama Público: 4.500 Árbitro(s): ITA Sobrero e CZE Zahorcova |

### Grupo G (Hong Kong)
|     |                |     | Jogos | Jogos | Jogos | Pontos | Pontos | Pontos | Sets | Sets | Sets  |
| Pos | Equipe         | Pts | T     | V     | D     | V      | P      | R      | V    | P    | R     |
| --- | -------------- | --- | ----- | ----- | ----- | ------ | ------ | ------ | ---- | ---- | ----- |
| 1   | Estados Unidos | 9   | 3     | 3     | 0     | 247    | 171    | 1.444  | 9    | 1    | 9,000 |
| 2   | China          | 6   | 3     | 2     | 1     | 248    | 244    | 1.016  | 7    | 4    | 1.750 |
| 3   | Tailândia      | 3   | 3     | 1     | 2     | 231    | 247    | 0.935  | 4    | 7    | 0.571 |
| 4   | Alemanha       | 0   | 3     | 0     | 3     | 184    | 248    | 0.742  | 1    | 9    | 0.111 |

| 20 de agosto 15:10 (UTC+8) Relatório | Alemanha   | 0 – 3                         | Estados Unidos | Hong Kong Coliseum, Hong Kong Público: 3.993 Árbitro(s): EGY Hafez e ESP Rodríguez |
| 20 de agosto 15:10 (UTC+8) Relatório | 15 18 13 - | Set 1 Set 2 Set 3 Set 4 Set 5 | 25 -           | Hong Kong Coliseum, Hong Kong Público: 3.993 Árbitro(s): EGY Hafez e ESP Rodríguez |

| 20 de agosto 20:10 (UTC+8) Relatório | China      | 3 – 1                         | Tailândia  | Hong Kong Coliseum, Hong Kong Público: 7.723 Árbitro(s): MEX Macias e HKG Lee |
| 20 de agosto 20:10 (UTC+8) Relatório | 16 27 25 - | Set 1 Set 2 Set 3 Set 4 Set 5 | 25 23 15 - | Hong Kong Coliseum, Hong Kong Público: 7.723 Árbitro(s): MEX Macias e HKG Lee |

| 21 de agosto 13:25 (UTC+8) Relatório | Tailândia | 0 – 3                         | Estados Unidos | Hong Kong Coliseum, Hong Kong Público: 6.130 Árbitro(s): HKG Lee e EGY Hafez |
| 21 de agosto 13:25 (UTC+8) Relatório | 16 -      | Set 1 Set 2 Set 3 Set 4 Set 5 | 25 -           | Hong Kong Coliseum, Hong Kong Público: 6.130 Árbitro(s): HKG Lee e EGY Hafez |

| 21 de agosto 15:55 (UTC+8) Relatório | China   | 3 – 0                         | Alemanha   | Hong Kong Coliseum, Hong Kong Público: 9.164 Árbitro(s): ESP Rodríguez e MEX Macias |
| 21 de agosto 15:55 (UTC+8) Relatório | 25 28 - | Set 1 Set 2 Set 3 Set 4 Set 5 | 14 19 26 - | Hong Kong Coliseum, Hong Kong Público: 9.164 Árbitro(s): ESP Rodríguez e MEX Macias |

| 22 de agosto 13:25 (UTC+8) Relatório | Alemanha   | 1 – 3                         | Tailândia | Hong Kong Coliseum, Hong Kong Público: 7.337 Árbitro(s): EGY Hafez e HKG Lee |
| 22 de agosto 13:25 (UTC+8) Relatório | 25 16 22 - | Set 1 Set 2 Set 3 Set 4 Set 5 | 20 25 -   | Hong Kong Coliseum, Hong Kong Público: 7.337 Árbitro(s): EGY Hafez e HKG Lee |

| 22 de agosto 15:55 (UTC+8) Relatório | China         | 1 – 3                         | Estados Unidos | Hong Kong Coliseum, Hong Kong Público: 10.402 Árbitro(s): MEX Macias e ESP Rodríguez |
| 22 de agosto 15:55 (UTC+8) Relatório | 20 10 25 22 - | Set 1 Set 2 Set 3 Set 4 Set 5 | 25 22 25 -     | Hong Kong Coliseum, Hong Kong Público: 10.402 Árbitro(s): MEX Macias e ESP Rodríguez |

### Grupo H (Taipei)
|     |              |     | Jogos | Jogos | Jogos | Pontos | Pontos | Pontos | Sets | Sets | Sets  |
| Pos | Equipe       | Pts | T     | V     | D     | V      | P      | R      | V    | P    | R     |
| --- | ------------ | --- | ----- | ----- | ----- | ------ | ------ | ------ | ---- | ---- | ----- |
| 1   | Brasil       | 9   | 3     | 3     | 0     | 227    | 156    | 1.455  | 9    | 0    | MAX   |
| 2   | Polônia      | 6   | 3     | 2     | 1     | 207    | 177    | 1.169  | 6    | 3    | 2,000 |
| 3   | Taipé Chinês | 2   | 3     | 1     | 2     | 206    | 263    | 0.783  | 3    | 8    | 0.375 |
| 4   | Porto Rico   | 1   | 3     | 0     | 3     | 218    | 262    | 0.832  | 2    | 9    | 0.222 |

| 20 de agosto 15:40 (UTC+8) Relatório | Brasil | 3 – 0                         | Porto Rico | Taiwan University Gym, Taipei Público: 2.600 Árbitro(s): IRI Shahmiri e TUN Boudaya |
| 20 de agosto 15:40 (UTC+8) Relatório | 25 -   | Set 1 Set 2 Set 3 Set 4 Set 5 | 18 13 20 - | Taiwan University Gym, Taipei Público: 2.600 Árbitro(s): IRI Shahmiri e TUN Boudaya |

| 20 de agosto 19:10 (UTC+8) Relatório | Polônia | 3 – 0                         | Taipé Chinês | Taiwan University Gym, Taipei Público: 3.000 Árbitro(s): THA Jirakakul e IND Ramamurthy |
| 20 de agosto 19:10 (UTC+8) Relatório | 25 -    | Set 1 Set 2 Set 3 Set 4 Set 5 | 19 18 9 -    | Taiwan University Gym, Taipei Público: 3.000 Árbitro(s): THA Jirakakul e IND Ramamurthy |

| 21 de agosto 14:40 (UTC+8) Relatório | Porto Rico | 0 – 3                         | Polônia | Taiwan University Gym, Taipei Público: 4.000 Árbitro(s): TUN Boudaya e THA Jirakakul |
| 21 de agosto 14:40 (UTC+8) Relatório | 20 14 -    | Set 1 Set 2 Set 3 Set 4 Set 5 | 25 -    | Taiwan University Gym, Taipei Público: 4.000 Árbitro(s): TUN Boudaya e THA Jirakakul |

| 21 de agosto 17:10 (UTC+8) Relatório | Taipé Chinês | 0 – 3                         | Brasil | Taiwan University Gym, Taipei Público: 4.800 Árbitro(s): IND Ramamurthy e IRI Shahmiri |
| 21 de agosto 17:10 (UTC+8) Relatório | 15 17 16 -   | Set 1 Set 2 Set 3 Set 4 Set 5 | 25 -   | Taiwan University Gym, Taipei Público: 4.800 Árbitro(s): IND Ramamurthy e IRI Shahmiri |

| 22 de agosto 14:40 (UTC+8) Relatório | Brasil     | 3 – 0                         | Polônia    | Taiwan University Gym, Taipei Público: 5.500 Árbitro(s): IRI Shahmiri e TUN Boudaya |
| 22 de agosto 14:40 (UTC+8) Relatório | 25 27 25 - | Set 1 Set 2 Set 3 Set 4 Set 5 | 16 25 16 - | Taiwan University Gym, Taipei Público: 5.500 Árbitro(s): IRI Shahmiri e TUN Boudaya |

| 22 de agosto 17:10 (UTC+8) Relatório | Taipé Chinês   | 3 – 2                         | Porto Rico     | Taiwan University Gym, Taipei Público: 5.600 Árbitro(s): THA Jirakakul e IND Ramamurthy |
| 22 de agosto 17:10 (UTC+8) Relatório | 27 25 18 25 17 | Set 1 Set 2 Set 3 Set 4 Set 5 | 29 21 25 23 15 | Taiwan University Gym, Taipei Público: 5.600 Árbitro(s): THA Jirakakul e IND Ramamurthy |

### Grupo I (Tóquio)
|     |                      |     | Jogos | Jogos | Jogos | Pontos | Pontos | Pontos | Sets | Sets | Sets  |
| Pos | Equipe               | Pts | T     | V     | D     | V      | P      | R      | V    | P    | R     |
| --- | -------------------- | --- | ----- | ----- | ----- | ------ | ------ | ------ | ---- | ---- | ----- |
| 1   | Itália               | 7   | 3     | 2     | 1     | 292    | 271    | 1.077  | 8    | 4    | 2,000 |
| 2   | Países Baixos        | 5   | 3     | 2     | 1     | 249    | 256    | 0.973  | 6    | 5    | 1.200 |
| 3   | Japão                | 4   | 3     | 1     | 2     | 316    | 303    | 1.043  | 6    | 7    | 0.857 |
| 4   | República Dominicana | 2   | 3     | 1     | 2     | 267    | 294    | 0.908  | 4    | 8    | 0.500 |

| 20 de agosto 15:40 (UTC+9) Relatório | Itália  | 3 – 0                         | Países Baixos | Yoyogi National Stadium, Tóquio Público: 2.030 Árbitro(s): ARG Concia e CHN Li |
| 20 de agosto 15:40 (UTC+9) Relatório | 29 25 - | Set 1 Set 2 Set 3 Set 4 Set 5 | 27 16 15 -    | Yoyogi National Stadium, Tóquio Público: 2.030 Árbitro(s): ARG Concia e CHN Li |

| 20 de agosto 18:40 (UTC+9) Relatório | Japão         | 3 – 1                         | República Dominicana | Yoyogi National Stadium, Tóquio Público: 4.300 Árbitro(s): KOR Kang e UAE Alrousi |
| 20 de agosto 18:40 (UTC+9) Relatório | 25 23 31 25 - | Set 1 Set 2 Set 3 Set 4 Set 5 | 15 25 29 20 -        | Yoyogi National Stadium, Tóquio Público: 4.300 Árbitro(s): KOR Kang e UAE Alrousi |

| 21 de agosto 14:10 (UTC+9) Relatório | República Dominicana | 0 – 3                         | Países Baixos | Yoyogi National Stadium, Tóquio Público: 3.200 Árbitro(s): UAE Alrousi e ARG Concia |
| 21 de agosto 14:10 (UTC+9) Relatório | 19 22 20 -           | Set 1 Set 2 Set 3 Set 4 Set 5 | 25 -          | Yoyogi National Stadium, Tóquio Público: 3.200 Árbitro(s): UAE Alrousi e ARG Concia |

| 21 de agosto 17:10 (UTC+9) Relatório | Japão      | 1 – 3                         | Itália        | Yoyogi National Stadium, Tóquio Público: 8.100 Árbitro(s): CHN Li e KOR Kang |
| 21 de agosto 17:10 (UTC+9) Relatório | 23 25 23 - | Set 1 Set 2 Set 3 Set 4 Set 5 | 25 27 21 25 - | Yoyogi National Stadium, Tóquio Público: 8.100 Árbitro(s): CHN Li e KOR Kang |

| 22 de agosto 14:10 (UTC+9) Relatório | República Dominicana | 3 – 2                         | Itália         | Yoyogi National Stadium, Tóquio Público: 3.000 Árbitro(s): KOR Kang e ARG Concia |
| 22 de agosto 14:10 (UTC+9) Relatório | 23 32 25 22 15       | Set 1 Set 2 Set 3 Set 4 Set 5 | 25 30 22 25 13 | Yoyogi National Stadium, Tóquio Público: 3.000 Árbitro(s): KOR Kang e ARG Concia |

| 22 de agosto 17:20 (UTC+9) Relatório | Japão          | 2 – 3                         | Países Baixos  | Yoyogi National Stadium, Tóquio Público: 7.000 Árbitro(s): UAE Alrousi e CHN Li |
| 22 de agosto 17:20 (UTC+9) Relatório | 19 25 36 25 11 | Set 1 Set 2 Set 3 Set 4 Set 5 | 25 22 38 16 15 | Yoyogi National Stadium, Tóquio Público: 7.000 Árbitro(s): UAE Alrousi e CHN Li |

### Classificação geral
|     |                      |     | Jogos | Jogos | Jogos | Pontos | Pontos | Pontos | Sets | Sets | Sets  |
| Pos | Equipe               | Pts | T     | V     | D     | V      | P      | R      | V    | P    | R     |
| --- | -------------------- | --- | ----- | ----- | ----- | ------ | ------ | ------ | ---- | ---- | ----- |
| 1   | Brasil               | 24  | 9     | 8     | 1     | 711    | 535    | 1.329  | 25   | 4    | 6.250 |
| 2   | Estados Unidos       | 21  | 9     | 7     | 2     | 802    | 652    | 1.230  | 23   | 10   | 2.300 |
| 3   | Polônia              | 21  | 9     | 7     | 2     | 726    | 651    | 1.115  | 22   | 9    | 2.444 |
| 4   | Japão                | 19  | 9     | 6     | 3     | 830    | 725    | 1.145  | 21   | 13   | 1.615 |
| 5   | Itália               | 19  | 9     | 6     | 3     | 811    | 757    | 1.071  | 22   | 12   | 1.833 |
| 6   | China                | 19  | 9     | 6     | 3     | 718    | 671    | 1.070  | 21   | 11   | 1.909 |
| 7   | Países Baixos        | 13  | 9     | 5     | 4     | 721    | 731    | 0.986  | 17   | 16   | 1.063 |
| 8   | República Dominicana | 7   | 9     | 3     | 6     | 767    | 863    | 0.889  | 13   | 24   | 0.542 |
| 9   | Alemanha             | 7   | 9     | 2     | 7     | 727    | 803    | 0.905  | 12   | 22   | 0.545 |
| 10  | Tailândia            | 6   | 9     | 2     | 7     | 657    | 727    | 0.904  | 8    | 23   | 0.348 |
| 11  | Porto Rico           | 4   | 9     | 1     | 8     | 600    | 747    | 0.803  | 7    | 24   | 0.292 |
| 12  | Taipé Chinês         | 2   | 9     | 1     | 8     | 508    | 716    | 0.709  | 3    | 26   | 0.115 |

|  |                                    |
|  | Zona de classificação a fase final |

## Fase final
A fase final do Grand Prix de 2010 foi disputada em Ningbo, na China, entre os dias 25 e 29 de agosto. As seis equipes classificadas enfrentaram-se num grupo único, conquistando o título a que somasse o maior número de pontos ao final de cinco partidas.

### Classificação da fase final
|     |                |     | Jogos | Jogos | Jogos | Pontos | Pontos | Pontos | Sets | Sets | Sets  |
| Pos | Equipe         | Pts | T     | V     | D     | V      | P      | R      | V    | P    | R     |
| --- | -------------- | --- | ----- | ----- | ----- | ------ | ------ | ------ | ---- | ---- | ----- |
| 1   | Estados Unidos | 13  | 5     | 5     | 0     | 436    | 409    | 1.066  | 15   | 4    | 3.750 |
| 2   | Brasil         | 11  | 5     | 3     | 2     | 466    | 378    | 1.233  | 13   | 7    | 1.857 |
| 3   | Itália         | 7   | 5     | 2     | 3     | 379    | 403    | 0.940  | 8    | 10   | 0.800 |
| 4   | China          | 6   | 5     | 2     | 3     | 345    | 373    | 0.925  | 6    | 10   | 0.600 |
| 5   | Japão          | 4   | 5     | 2     | 3     | 455    | 484    | 0.940  | 8    | 13   | 0.615 |
| 6   | Polônia        | 4   | 5     | 1     | 4     | 421    | 455    | 0.925  | 7    | 13   | 0.538 |

| 25 de agosto 13:10 (UTC+8) Relatório | Estados Unidos | 3 – 2                         | Polônia     | Beilun Gymnasium, Ningbo Público: 6.600 Árbitro(s): ARG Concia e KOR Kang |
| 25 de agosto 13:10 (UTC+8) Relatório | 13 18 28 25 15 | Set 1 Set 2 Set 3 Set 4 Set 5 | 25 26 19 12 | Beilun Gymnasium, Ningbo Público: 6.600 Árbitro(s): ARG Concia e KOR Kang |

| 25 de agosto 15:50 (UTC+8) Relatório | Brasil         | 2 – 3                         | Japão          | Beilun Gymnasium, Ningbo Público: 7.200 Árbitro(s): SRB Bjelic e UAE Alrousi |
| 25 de agosto 15:50 (UTC+8) Relatório | 25 23 25 22 13 | Set 1 Set 2 Set 3 Set 4 Set 5 | 13 25 18 25 15 | Beilun Gymnasium, Ningbo Público: 7.200 Árbitro(s): SRB Bjelic e UAE Alrousi |

| 25 de agosto 19:40 (UTC+8) Relatório | China      | 0 – 3                         | Itália | Beilun Gymnasium, Ningbo Público: 7.500 Árbitro(s): MEX Macías e IRI Shahmiri |
| 25 de agosto 19:40 (UTC+8) Relatório | 20 16 21 - | Set 1 Set 2 Set 3 Set 4 Set 5 | 25 -   | Beilun Gymnasium, Ningbo Público: 7.500 Árbitro(s): MEX Macías e IRI Shahmiri |

| 26 de agosto 13:10 (UTC+8) Relatório | Estados Unidos | 3 – 0                         | Itália     | Beilun Gymnasium, Ningbo Público: 6.400 Árbitro(s): KOR Kang e SRB Bjelic |
| 26 de agosto 13:10 (UTC+8) Relatório | 25 -           | Set 1 Set 2 Set 3 Set 4 Set 5 | 23 20 14 - | Beilun Gymnasium, Ningbo Público: 6.400 Árbitro(s): KOR Kang e SRB Bjelic |

| 26 de agosto 15:40 (UTC+8) Relatório | Polônia       | 1 – 3                         | Brasil     | Beilun Gymnasium, Ningbo Público: 6.200 Árbitro(s): IRI Shahmiri e MEX Macías |
| 26 de agosto 15:40 (UTC+8) Relatório | 21 25 20 17 - | Set 1 Set 2 Set 3 Set 4 Set 5 | 25 23 25 - | Beilun Gymnasium, Ningbo Público: 6.200 Árbitro(s): IRI Shahmiri e MEX Macías |

| 26 de agosto 19:40 (UTC+8) Relatório | China      | 3 – 1                         | Japão         | Beilun Gymnasium, Ningbo Público: 6.460 Árbitro(s): UAE Alrousi e ARG Concia |
| 26 de agosto 19:40 (UTC+8) Relatório | 29 23 25 - | Set 1 Set 2 Set 3 Set 4 Set 5 | 27 25 20 19 - | Beilun Gymnasium, Ningbo Público: 6.460 Árbitro(s): UAE Alrousi e ARG Concia |

| 27 de agosto 13:10 (UTC+8) Relatório | Japão          | 3 – 2                         | Itália         | Beilun Gymnasium, Ningbo Público: 6.400 Árbitro(s): ARG Concia e IRI Shahmiri |
| 27 de agosto 13:10 (UTC+8) Relatório | 23 25 26 25 17 | Set 1 Set 2 Set 3 Set 4 Set 5 | 25 14 28 20 15 | Beilun Gymnasium, Ningbo Público: 6.400 Árbitro(s): ARG Concia e IRI Shahmiri |

| 27 de agosto 15:45 (UTC+8) Relatório | Brasil         | 2 – 3                         | Estados Unidos | Beilun Gymnasium, Ningbo Público: 6.300 Árbitro(s): MEX Macías e KOR Kang |
| 27 de agosto 15:45 (UTC+8) Relatório | 25 19 28 25 13 | Set 1 Set 2 Set 3 Set 4 Set 5 | 22 25 30 17 15 | Beilun Gymnasium, Ningbo Público: 6.300 Árbitro(s): MEX Macías e KOR Kang |

| 27 de agosto 19:40 (UTC+8) Relatório | China | 3 – 0                         | Polônia | Beilun Gymnasium, Ningbo Público: 6.800 Árbitro(s): SRB Bjelic e UAE Alrousi |
| 27 de agosto 19:40 (UTC+8) Relatório | 25 -  | Set 1 Set 2 Set 3 Set 4 Set 5 | 19 17 - | Beilun Gymnasium, Ningbo Público: 6.800 Árbitro(s): SRB Bjelic e UAE Alrousi |

| 28 de agosto 13:10 (UTC+8) Relatório | Polônia    | 3 – 1                         | Japão         | Beilun Gymnasium, Ningbo Público: 7.000 Árbitro(s): UAE Alrousi e MEX Macías |
| 28 de agosto 13:10 (UTC+8) Relatório | 25 21 25 - | Set 1 Set 2 Set 3 Set 4 Set 5 | 15 25 23 22 - | Beilun Gymnasium, Ningbo Público: 7.000 Árbitro(s): UAE Alrousi e MEX Macías |

| 28 de agosto 15:40 (UTC+8) Relatório | Brasil | 3 – 0                         | Itália     | Beilun Gymnasium, Ningbo Público: 6.500 Árbitro(s): KOR Kang e SRB Bjelic |
| 28 de agosto 15:40 (UTC+8) Relatório | 25 -   | Set 1 Set 2 Set 3 Set 4 Set 5 | 18 13 16 - | Beilun Gymnasium, Ningbo Público: 6.500 Árbitro(s): KOR Kang e SRB Bjelic |

| 28 de agosto 19:10 (UTC+8) Relatório | China      | 0 – 3                         | Estados Unidos | Beilun Gymnasium, Ningbo Público: 7.800 Árbitro(s): ARG Concia e IRI Shahmiri |
| 28 de agosto 19:10 (UTC+8) Relatório | 21 25 22 - | Set 1 Set 2 Set 3 Set 4 Set 5 | 25 27 25 -     | Beilun Gymnasium, Ningbo Público: 7.800 Árbitro(s): ARG Concia e IRI Shahmiri |

| 29 de agosto 13:10 (UTC+8) Relatório | Japão      | 0 – 3                         | Estados Unidos | Beilun Gymnasium, Ningbo Público: 6.500 Árbitro(s): MEX Macías e ARG Concia |
| 29 de agosto 13:10 (UTC+8) Relatório | 24 20 23 - | Set 1 Set 2 Set 3 Set 4 Set 5 | 26 25 -        | Beilun Gymnasium, Ningbo Público: 6.500 Árbitro(s): MEX Macías e ARG Concia |

| 29 de agosto 15:40 (UTC+8) Relatório | Itália  | 3 – 1                   | Polônia       | Beilun Gymnasium, Ningbo Público: 5.300 Árbitro(s): UAE Alrousi e IRI Shahmiri |
| 29 de agosto 15:40 (UTC+8) Relatório | 23 25 - | Set 1 Set 2 Set 3 Set 4 | 25 15 23 17 - | Beilun Gymnasium, Ningbo Público: 5.300 Árbitro(s): UAE Alrousi e IRI Shahmiri |

| 29 de agosto 19:10 (UTC+8) Relatório | China      | 0 – 3                         | Brasil | Beilun Gymnasium, Ningbo Público: 7.700 Árbitro(s): SRB Bjelic e KOR Kang |
| 29 de agosto 19:10 (UTC+8) Relatório | 12 16 15 - | Set 1 Set 2 Set 3 Set 4 Set 5 | 25 -   | Beilun Gymnasium, Ningbo Público: 7.700 Árbitro(s): SRB Bjelic e KOR Kang |

### Classificação final
| Campeão | Vice-campeão | Terceiro lugar |
| Estados Unidos Ogonna Nnamani · Alisha Glass · Stacy Sykora · Heather Bown · Cynthia Barboza · Jennifer Tamas · Jordan Larson · Logan Tom · Foluke Akinradewo · Mary Spicer · Megan Hodge · Destinee Hooker | Brasil Fabiana Claudino · Danielle Lins · Paula Pequeno · Adenízia da Silva · Thaísa Menezes · Jaqueline Carvalho · Wélissa Gonzaga · Joyce Silva · Natália Pereira · Sheilla Castro · Fabiana de Oliveira · Josefa Fabíola de Souza · Camila Brait | Itália Cristina Barcellini · Lucia Crisanti · Giulia Rondon · Enrica Merlo · Jenny Barazza · Serena Ortolani · Francesca Piccinini · Valentina Arrighetti · Eleonora Lo Bianco · Antonella Del Core · Lucia Bosetti · Simona Gioli |

| 4  | China                |
| 5  | Japão                |
| 6  | Polônia              |
| 7  | Países Baixos        |
| 8  | República Dominicana |
| 9  | Alemanha             |
| 10 | Tailândia            |
| 11 | Porto Rico           |
| 12 | Taipé Chinês         |

### Prêmios individuais
| MVP (Most Valuable Player) | Foluke Akinradewo  | Estados Unidos |
| Melhor atacante            | Jaqueline Carvalho | Brasil         |
| Melhor bloqueio            | Foluke Akinradewo  | Estados Unidos |
| Melhor saque               | Wang Yimei         | China          |
| Melhor líbero              | Zhang Xian         | China          |
| Melhor levantadora         | Alisha Glass       | Estados Unidos |
| Maior pontuadora           | Saori Kimura       | Japão          |

## Estatísticas por fundamento
| Posição | Jogadora               | Pontos |
| ------- | ---------------------- | ------ |
| 1       | JPN Saori Kimura       | 105    |
| 2       | USA Foluke Akinradewo  | 80     |
| 3       | BRA Jaqueline Carvalho | 78     |
| 4       | USA Destinee Hooker    | 76     |
| 5       | CHN Wang Yimei         | 75     |
| 5       | POL Anna Baranska      | 75     |

| Posição | Jogadora               | Aproveitamento (%) |
| ------- | ---------------------- | ------------------ |
| 1       | BRA Jaqueline Carvalho | 45,10              |
| 2       | BRA Sheilla Castro     | 41,22              |
| 3       | POL Anna Baranska      | 40,70              |
| 4       | JPN Saori Kimura       | 40,66              |
| 5       | CHN Ma Yunwen          | 40,51              |

| Posição | Jogadora              | Média de pontos por set |
| ------- | --------------------- | ----------------------- |
| 1       | USA Foluke Akinradewo | 1,47                    |
| 2       | BRA Thaísa Menezes    | 0,90                    |
| 3       | JPN Kaori Inoue       | 0,86                    |
| 4       | BRA Fabiana Claudino  | 0,75                    |
| 5       | ITA Jenny Barazza     | 0,72                    |

| Posição | Jogadora               | Média de pontos por set |
| ------- | ---------------------- | ----------------------- |
| 1       | CHN Wang Yimei         | 0,50                    |
| 2       | BRA Thaísa Menezes     | 0,45                    |
| 3       | POL Karolina Kosek     | 0,35                    |
| 4       | CHN Xue Ming           | 0,31                    |
| 5       | POL Agnieszka Bednarek | 0,30                    |

| Posição | Jogadora                | Média de defesas por set |
| ------- | ----------------------- | ------------------------ |
| 1       | ITA Enrica Merlo        | 2,44                     |
| 2       | CHN Zhang Xian          | 2,44                     |
| 3       | USA Stacy Sykora        | 2,26                     |
| 4       | BRA Fabiana de Oliveira | 2,05                     |
| 5       | JPN Yuko Sano           | 2,00                     |

| Posição | Jogadora                    | Levantamentos por set |
| ------- | --------------------------- | --------------------- |
| 1       | USA Alisha Glass            | 13,11                 |
| 2       | JPN Yoshie Takeshita        | 12,52                 |
| 3       | CHN Wei Quiyue              | 11,25                 |
| 4       | BRA Josefa Fabíola de Souza | 10,65                 |
| 5       | ITA Eleonora Lo Bianco      | 10,56                 |

| Posição | Jogadora               | Aproveitamento (%) |
| ------- | ---------------------- | ------------------ |
| 1       | ITA Antonella Del Core | 59,43              |
| 2       | POL Anna Baranska      | 53,60              |
| 3       | POL Karolina Kosek     | 46,90              |
| 4       | CHN Li Juan            | 46,63              |
| 5       | USA Logan Tom          | 43,26              |

| Posição | Jogadora                | Média de recepções por set |
| ------- | ----------------------- | -------------------------- |
| 1       | CHN Zhang Xian          | 5,50                       |
| 2       | ITA Enrica Merlo        | 5,44                       |
| 3       | JPN Yuko Sano           | 4,71                       |
| 4       | BRA Fabiana de Oliveira | 4,55                       |
| 5       | USA Stacy Sykora        | 4,16                       |